# La Confession (nouvelle, août 1884)
Pour les articles homonymes, voir La Confession.
La Confession est une nouvelle de Guy de Maupassant, parue en 1884.
" Quand le capitaine Hector-Marie de Fontenne épousa...".

## Historique
La Confession est initialement publiée dans la revue Gil Blas du 12 août 1884, puis dans le recueil Le Rosier de Mme Husson en 1888.
Cette nouvelle ne doit pas être confondue avec deux autres du même titre, publiées l'une en 1883 et l'autre en novembre 1884.

## Résumé
Le capitaine Hector-Marie de Fontenne, sévère et sérieux, est quelquefois surpris par les fous rires de son épouse Laurine. Un soir de grandes manœuvres, il se laisse entraîner par ses camarades et, le lendemain, se réveille dans une chambre inconnue...

## Éditions
- 1884 -  La Confession, dans Gil Blas
- 1888 -  La Confession, dans Le Rosier de Mme Husson, recueil paru en 1888 chez l'éditeur Quantin.
- 1979 -  La Confession, dans Maupassant, Contes et Nouvelles, tome II, texte établi et annoté par Louis Forestier, éditions Gallimard, Bibliothèque de la Pléiade.